# Conski štab za vzhodno Štajersko
Conski štab za vzhodno Štajersko (kratica: CŠ vzhodna Štajerska) je bil conski štab Teritorialne obrambe Republike Slovenije.

## Zgodovina
Štab je bil leta 1972 ustanovljen na predlog Sveta SR Slovenije za narodno obrambo (in slednji na pobudo Glavnega štaba za SLO), da bi olajšal poveljevanje enotam TO RS v coni (celotna Slovenija je bila razdeljana na šest con).
Conski štabi so bili ukinjeni 25. decembra 1979 z Odredbo poveljnika Teritorialne obrambe o ustanovitvi pokrajinskih in mestnega štaba št. SZ 61/163-79, katero je izdal takratni poveljnik TO Slovenije generalmajor Branko Jerkič.